# 灵沙乡
灵沙乡，是中华人民共和国宁夏回族自治区石嘴山市平罗县下辖的一个乡镇级行政单位。

## 行政区划
灵沙乡下辖以下地区：
灵沙村、先锋村、东灵村、胜利村、光明村、西灵村、田家村、东润村、何家桥村、富贵村和统一村。